# Texananus apicalis
Texananus apicalis är en insektsart som beskrevs av Delong och Hershberger 1948. Texananus apicalis ingår i släktet Texananus och familjen dvärgstritar. Inga underarter finns listade i Catalogue of Life.